# Leptachirus klunzingeri
Leptachirus klunzingeri är en fiskart som först beskrevs av Weber, 1907.  Leptachirus klunzingeri ingår i släktet Leptachirus och familjen tungefiskar. Inga underarter finns listade i Catalogue of Life.